# 臺灣議會設置請願運動

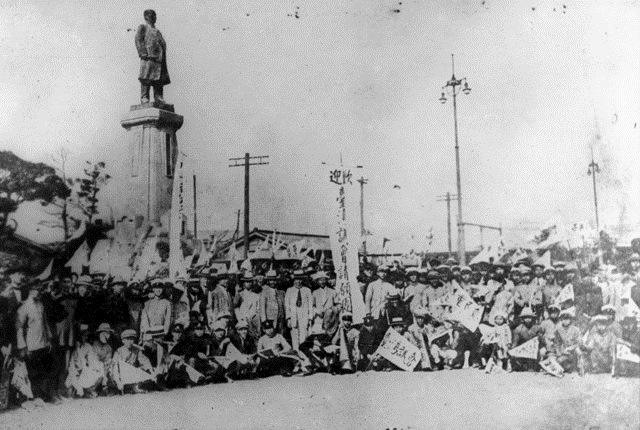
臺灣議會請願團抵達東京車站時，與前來歡迎的當地臺灣留學生共同合影，攝於1924年

臺灣議會設置請願運動发生于20世纪上半叶的台灣日治時期，是由新民會發起，向日本帝國議會爭取在臺灣設置自治議會的政治運動；该運動是臺灣對日本統治從武力反抗轉為近代式政治運動的轉捩點，也是日治時期歷時最久、規模最大的政治運動:9。其起源可追溯至1918年的《六三法》撤廢運動，但林呈祿認為撤廢《六三法》無異於接受當局的內地延長主義政策，有損于臺灣的特殊性和獨立性；受其主張影響，運動的方向遂由撤廢《六三法》轉為設置臺灣議會的訴求，主張基於日本立憲政治的精神，應設置臺灣議會，將臺灣總督府的立法權交归还民众。
從1921年1月30日第一次向帝國議會提出《臺灣議會設置請願書》、由林獻堂領銜、旅日與在臺民眾178人聯名簽署起，起於1921年，於1934年9月2日決議停止為止，運動共歷時14年，期間提出請願15次。最初的參與者以東京的臺灣留學生為主。至第三次請願運動籌備時，成立了臺灣議會期成同盟會，從而被臺灣總督田健治郎以影响社會治安為由禁止，釀成治警事件。其後，運動得到了日本輿論的支持與臺灣民眾的同情，參與人數邁向高峰。不過在1931年臺灣民眾黨被迫解散後，由於失去支持團體，加上政府的壓制，運動在1934年正式宣布中止。
臺灣議會設置請願運動除了對臺灣民眾建立法治的觀念和確立對憲政精神的追求，也影響了日本政府在1935年使州、市、街、庄議員半數改由民選，成為臺灣地方自治的开始。

## 發起背景

### 六三問題

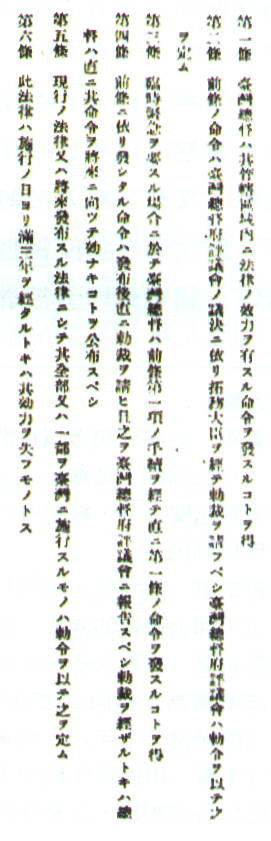
明治29年法律第六三號，也就是所謂《六三法》的內容條文。帝國議會所通過的《六三法》使臺灣於日治時期採委任立法制度，並授權臺灣總督能夠頒布具有法律效力的命令

日本在甲午戰爭取得對台的統治權後，一開始並未做好殖民準備，故請來英、法兩國的顧問前來提出建議。但在遭逢武力反抗的情況下，沒有實施原來的構想。1896年3月底，日本政府遂依據台灣總督府的要求，由帝國議會通過《關於應在臺灣施行的法令之法律》，俗稱《六三法》:10-11。
實施《六三法》雖令臺灣在名義上是日本領地，實際上卻成為殖民地，即使日後經過《三一法》和《法三號》的修正，讓臺灣的立法體系逐漸被編入日本的體系中，但仍然無法享有日本內地的民主成果:37-38。且由於該法每逢有效期限將屆時，就被送進帝國議會要求順延，無不引發爭論:108。最後日本政界將《法三號》定為無期限限制，使爭議告一段落，但對臺灣的知識分子而言，「六三問題」和切身權利相關，需尋求解決方案:38。

### 自治主義思潮
由於日本從1905年到1925年間受到海外思想的影響，且1918年成立的原敬政友會內閣在思想和政策上更趨於自由化，因此產生了政治乃至社會、精神層面的民主運動，是為大正民主思潮:16-20。
期間，美國總統伍德羅·威爾遜在1918年1月發表「十四點原則」:55，其中的民族自決思想風行一時，致使日本當局重新檢討治臺政策，改派文官總督，採行同化主義，改善教育政策，讓臺灣百姓的智能和視野都有所提升，臺灣青年也因為本地缺乏高等教育，赴日留學蔚然成風。這時期的日本普選運動風潮正盛，鄰近的朝鮮爆發三一運動爭取獨立、中國興起了五四運動，東京的臺灣留學生身處這股國際思潮中，除了嚮往民主主義，民族意識也受民族自決思想的影響而開始覺醒:103-104:64-65。在亞洲不管「三·一運動」或「五四運動」，對臺灣以內的民族運動，還有到日本本土的政治鬥爭發展，都带來深遠的影響。

### 六三法撤廢運動
臺灣知識分子視《六三法》為總督府獨裁的依據，在爭取民族自決運動的過程中，便將撤廢《六三法》視為主要任務:108。從1914年開始，林獻堂、蔡培火、林呈祿、蔡式穀和鄭松筠等東京的臺灣留學生，一方面透過臺灣同化會的參與，尋求日方同情者的支持，另方面則組織啟發會（後改為新民會）從事廢除運動。並在其機關刊物《臺灣青年》和《臺灣》中發表文章爭取臺灣人的政治和法律權利:48-52。1920年11月《六三法》期滿前，時任臺灣總督田健治郎「本島現況尚未至能達廢棄本法的程度」言論一出，200餘名新民會會員隨即於當月28日在麴町區富士見町展開示威:108。
然而《六三法》的撤廢運動有其侷限，參與者往往主要訴求集中對經濟、政治和社經地位的平等，意味著若獲得公平對待，可能不會從事民族運動:48-49。明治大學畢業的林呈祿就指出，此一運動否定了台灣的特殊性，變相承認了「內地延長主義」。1920年12月15日，他在《台灣青年》第5號上發表的文章已有以「設置台灣議會」取代「撤廢《六三法》」的思考:108。

總督的委任立法權早晚應予撤廢，施行於台灣的法律，將來應歸著於由帝國議會制定的結論。……
但由實際上考察之，吾人亦同情於日本政府向來所引以為疑懼者，即有悠久之歷史，具特殊之民情、風俗、習慣、保持固有之思想與文化的現在340萬漢民族，能否使其與大和民族，站在純然同一制度下，而加於統治，的確不無疑問。…在理論上，無寧是更尊重實際的特別統治，殊有設置容許台灣居民參與的特別立法之制度。……
如此說來，六三法問題的歸著點，……由實際上考慮，不若百尺竿頭更進一步，使台灣設立特別代議機構，而做特別立法之為愈也。
——林呈祿，六三法問題的歸著點
林呈祿的主張影響了日本留學生的想法，但他的「完全自治」主張被蔡培火認為不太可能，於是提出「設置民選議會」的構想:35-36。1920年（大正九年）年底，在林獻堂的裁決下，《六三法》的撤廢運動告終，轉向以台灣議會請願為共同目標:53-54。

## 請願內容

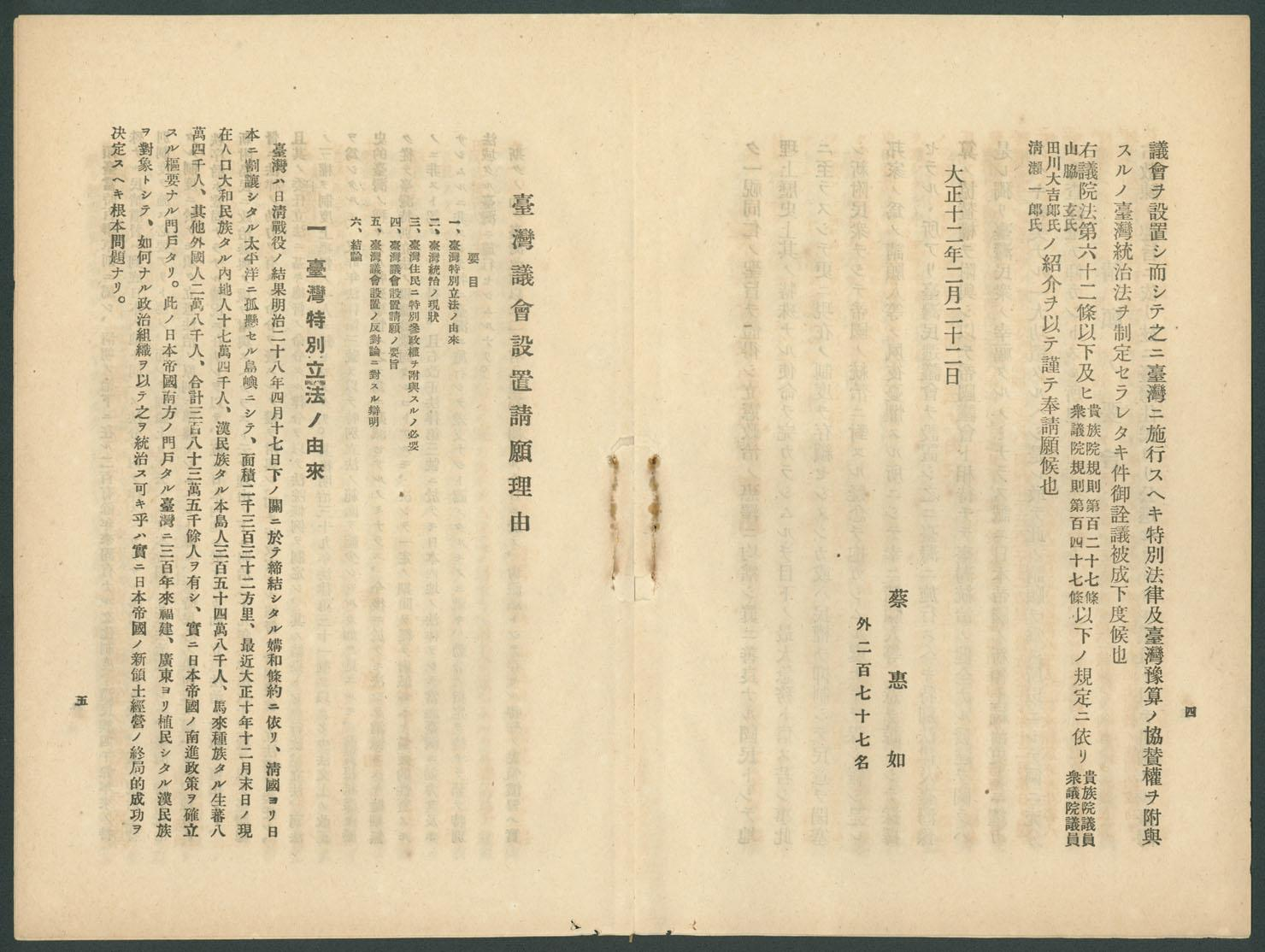
臺灣議會期成同盟會於1923年2月22日印刷、2月25日所發行的《臺灣議會設置請願理由書》，大致上分為和兩部分。蔡惠如等278人在這回（第3回）請願活動中連署，透過日本貴族院議員山脇玄、眾議院議員田川大吉郎和清瀨一郎等介紹人的幫助下，於1923年2月23日第46屆帝國議會中正式提出。這本《臺灣議會設置請願理由書》文稿便是配合該次請願活動印製，分送給貴族和參議兩院的議員及各大新聞社的記者

運動參與者在首次請願所提出的《臺灣議會設置請願書》中闡明了4項重大意義，包括：臺灣情況特殊，不同於日本國內，有特別立法之必要；日本是立憲國家，臺灣在其統治之下，應享有立憲政治之待遇；臺灣總督同時掌握立法權及行政權，違反憲法精神，應將立法權還給人民；設置臺灣議會，臺灣的特別立法與預算審核，改由臺灣議會進行。:182
實際上，對於臺灣議會的定位，其地位是隨著請願運動時間的拉長而依次下滑。根據林呈祿在治警事件法庭中的陳述，臺灣議會是獨立於日本帝國議會之外，以臺灣為範圍，掌有立法權和預算權的殖民地特別議會。不過在第2回請願的理由書中卻有所退縮，將施行於臺灣的法律又分為「日本臺灣共通性質之立法事項」和「將實際上帝國議會所不能代辦之有關臺灣特殊事情」，前者的制定樣仍歸給帝國議會，僅後者歸給臺灣議會:160-161。
對日本國會議員而言，臺灣議會的權限、選舉方式和稅收分配等等細部規劃均付之闕如，輪廓不夠明確具體。統治當局更直指，若設置和帝國議會擁有同樣權力的議會，即為變更憲法條文中將議會明定為「貴族院與眾議院」的條文，只能由天皇發動，不可由人民請願權提出。面對這種指控，林呈祿和蔡炳耀在1924年的第5次請願中提出一份釋明書，挑明：

請願人等，並非要求在臺灣設立掌有立法全權之議會，其用意不外要求獲得對臺灣行政費預算之審議權及根據臺灣特別之民情風俗，參與地方性法規之審議權，要之其權限即等於日本國內之地方議會而已。

臺灣議會原為擁有臺灣立法全權的殖民地特別議會，後變為僅限於特別情事立法的議會，最後權限僅等同於日本內地的地方議會而已:160-161。

## 運動過程
臺灣議會設置請願運動從1921年起到1934年為止，14年間共向日本帝國議會請願15次，在《臺灣總督府警察沿革誌》中將其分為三期：從運動開始到臺灣文化協會的分裂（1921年－1926年）為統一戰線時代，共計有7回請願；1927年至1930年是戰線分裂時代，發動了第8回至第11回共計4次請願；1931年至1934年間的第12回至第15回請願則是沒落期:21-23:36-37。

### 統一戰線時代（1921年－1926年）

#### 前2回行動和臺灣內部反應
林獻堂等人於1920年底至1921年初決定展開臺灣議會設置請願運動後，便在東京神保町中國基督教青年會館內開始接受請願書的簽署，由於籌備時間倉促，簽署者多為東京的臺灣留學生。後來在1921年3月21日交付請願委員會審查，遭到兩院同時以「不採納」回應。請願雖然失敗，但此一消息引起臺灣本島的熱烈反應，蔣渭水甚至帶頭召集人馬，在臺北為返臺的林獻堂等人舉行盛大歡迎會，表現最為熱切:40-41:137-140。不過，一片贊同聲中也有少數的反對者，像辜顯榮本身是總督府評議會的評議員，視主張自由平等者為叛逆、臺灣議會設置運動妨礙臺灣的發達和進步；林熊徵、李延禧和許丙認為一國內不能有兩個議會，請願運動是破壞日臺融和的離譜行為，所以3人就故意捐錢給《臺灣》雜誌，試圖將其改變為學術刊物；鄭肇基和吳子瑜是基於個人好惡而反對，多針對林獻堂進行人身攻擊；林烈堂則是認為當時非從事政治活動的時機，因此屢屢私下勸止。惟這些聲音相當微弱，而且主要反對者辜顯榮又被視為「御用紳士」，一般人並不理睬，所以也未受重視:76-77。
臺灣總督府對於請願運動相當側目，田健治郎總督向林獻堂、蔡惠如、林呈祿和蔡培火等人要求放棄運動未果後，1922年8月起正式展開彈壓，讓活動大受打擊。像林獻堂即在親友勸阻、銀行藉故催討債務，以及總督府特工謠言分化造成東京同志不諒解的情況下，在第3回請願中不再領銜簽署。不過，此一運動依然屬合法進行，總督府這樣的壓迫仍無法將運動的力量根除，於是在1923年產生了針對請願運動更加全面的反擊行動——治警事件:77-81。

#### 臺灣議會期成同盟會和治警事件

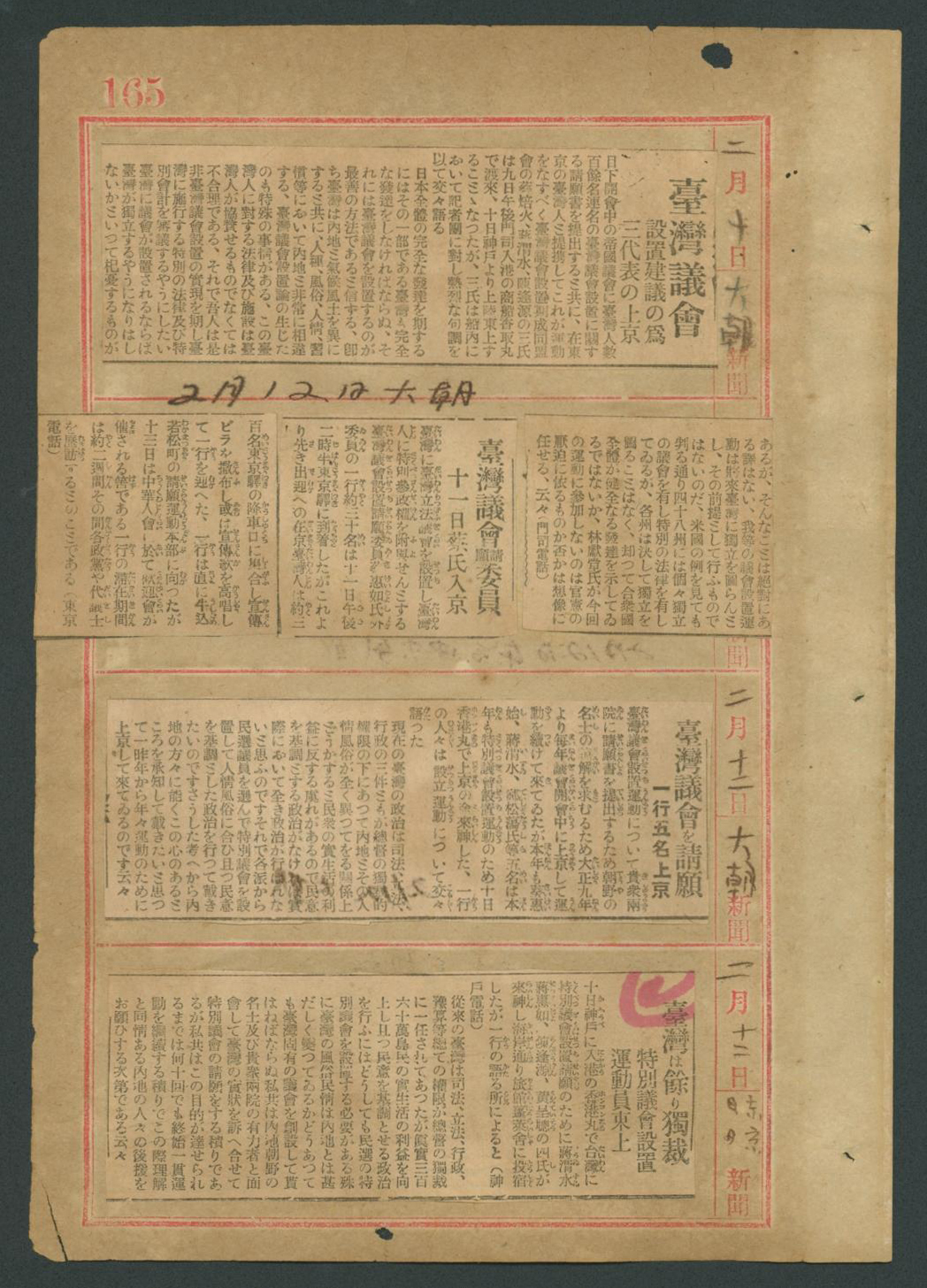
1923年2月10日時，各家報紙報導蔡培火、陳逢源和蔣渭水等人在日本進行請願運動的相關剪報。在這回（第3回）請願活動中，蔡培火、陳逢源和蔣渭水等人於2月9日抵達北九州市門司，2月10日自神戶東上前往東京，並在行程中發表聲明指出：「設置臺灣議會有助於日本全體的發達；人種、風俗等和內地有所差異的臺灣有其特殊情況，故產生議會設置論；期望臺灣議會設置的實現，並能夠審議在臺所施行的特別法律和特別會計；議會設置運動並非以獨立為前提，無須擔憂……」，並以美國的民主政治作為舉例。值得注意的是，林獻堂並未一同前往日本，因此引發學者認為其可能受到臺灣當局壓力而不得前往

由於來自臺灣總督府的壓力，運動參與者深感成立組織的必要，於是在籌備第3回請願時，蔡培火和蔣渭水等人決定組織臺灣議會期成同盟會。1923年1月16日，由石煥長向臺北市北警察署提出政治結社報備。在臺北州警務部佐藤部長勸其自動撤回申請未果後，2月2日第一次大會即遭政府以違反《治安警察法》之名禁止:55-56。
同盟被禁後，運動參與者依然發起了第3回請願，蔡培火、蔣渭水和陳逢源在赴日期間和東京臺灣青年會成員商討後，將同盟會本部從臺北改為東京，由林呈祿向東京的早稻田警察署申請建立成功。此舉造成臺灣總督府的不滿，多名運動參與者在1923年12月16日遭大規模搜察、扣押和起訴，史稱「治警事件」。最後蔣渭水、蔡培火、蔡惠如、林呈祿、石煥長、林幼春和陳逢源等6人遭判刑3到4個月不等:57-63。
治警事件造成臺灣民眾的恐懼，事件發生後的第4回請願和審判開始前的第5回請願均導致簽署人數大減。連同遭到初步壓制的第3回，是運動的挫折期:90。不過，治警事件在日本被媒體報導後，臺灣議會設置請願運動反而受到媒體、官員、學者和青年的支持。在法庭辯論中，擔任被告律師的法學博士清瀨一郎和永山章次郎都指出本運動無違憲的情事。東京帝國大學的法學部教授末弘嚴太郎也在《臺灣民報》撰文支持，甚至《大阪每日新聞》1923年3月23日的社論都直指總督府的行為是「無理態度，是不賢明的措施」。輿論的支持使運動洗去違憲的疑慮，加上總督府的壓迫行動引起民眾同情，讓原本已淡出的林獻堂重新出面領導運動，激發了民眾參與的熱情，反而成為本運動發展的新里程碑:152-162。

#### 第6至8回的熱潮
第5回請願雖然受到挫折，但介紹議員神田正雄和田川大吉郎分別在1924年的9月和12月25日來臺考察，為運動帶來鼓舞。第6回在文化協會的大事宣傳下，出發、抵日和歸臺演講都受到盛情歡迎；第7回，因治警事件入獄的蔣渭水和蔡培火等人假釋出獄，在各地投入宣傳；至第8回時簽署人數更達到2,470人的高峰。日方則一再以政府委員不出席的方式杯葛。在民眾逐漸體認設置臺灣議會的必要、運動合法性受到確認，以及總督府干涉力道減弱的情況下，請願運動於是蓬勃發展起來:90-96。

#### 本期運動時間表
| 次數 | 請願書 提出日期 | 連署人數        | 議會會期 | 介紹議員                   | 委員會 上呈日期                        | 備註                                           |
| ---- | --------------- | --------------- | -------- | -------------------------- | -------------------------------------- | ---------------------------------------------- |
| 1    | 1921年 1月30日  | 林獻堂等 187人  | 第44次   | 江原素六                   | 2月18日                                | 田總督說明／不採擇                             |
| 1    | 1921年 1月30日  | 林獻堂等 187人  | 第44次   | 田川大吉郎                 | 3月21日                                | 不採擇                                         |
| 2    | 1922年 2月16日  | 林獻堂等 512人  | 第45次   | 江原素六                   | 2月13日                                | 賀來總務長官說明／不採擇                       |
| 2    | 1922年 2月16日  | 林獻堂等 512人  | 第45次   | 田川大吉郎 清瀨一郎        | 3月27日                                | 田川介紹議員說明／不採擇                       |
| 3    | 1923年 2月22日  | 蔡惠如等 278人  | 第46次   | 山脇玄                     | 2月12日                                | 馬場法政局長說明／不採擇                       |
| 3    | 1923年 2月22日  | 蔡惠如等 278人  | 第46次   | 田川大吉郎 清瀨一郎        | 3月12日 3月19日                        | 田川介紹議員說明／不採擇                       |
| 4    | 1924年 1月30日  | 林呈祿等 71人   | 第48次   | 山脇玄                     |                                        | 1月31日眾議院解散、貴族院停會，故未能提出      |
| 4    | 1924年 1月30日  | 林呈祿等 71人   | 第48次   | 田川大吉郎 清瀨一郎        |                                        | 1月31日眾議院解散、貴族院停會，故未能提出      |
| 5    | 1924年 7月5日   | 蔡培火等 233人  | 第49次   | 山脇玄                     |                                        | 未列入議程                                     |
| 5    | 1924年 7月5日   | 蔡培火等 233人  | 第49次   | 清瀨一郎 神田正雄          | 7月14日 7月17日                        | 兩介紹議員說明／審議未了                       |
| 6    | 1925年 2月17日  | 林獻堂等 782人  | 第50次   | 山脇玄 渡邊暢              |                                        | 未列入議程                                     |
| 6    | 1925年 2月17日  | 林獻堂等 782人  | 第50次   | 清瀨一郎 神田正雄          | 3月9日 3月16日 3月18日 3月20日 3月23日 | 兩介紹議員說明／審議未了                       |
| 7    | 1926年 2月9日   | 林獻堂等 1990人 | 第51次   | 渡邊暢                     |                                        | 未列入議程                                     |
| 7    | 1926年 2月9日   | 林獻堂等 1990人 | 第51次   | 清瀨一郎 神田正雄 中野寅吉 | 3月1日 3月10日 3月17日 3月19日         | 清瀨、神田兩介紹議員及黑金拓務局長說明／不採擇 |

### 戰線分裂時代（1927年－1930年）

#### 臺灣文化協會的分裂

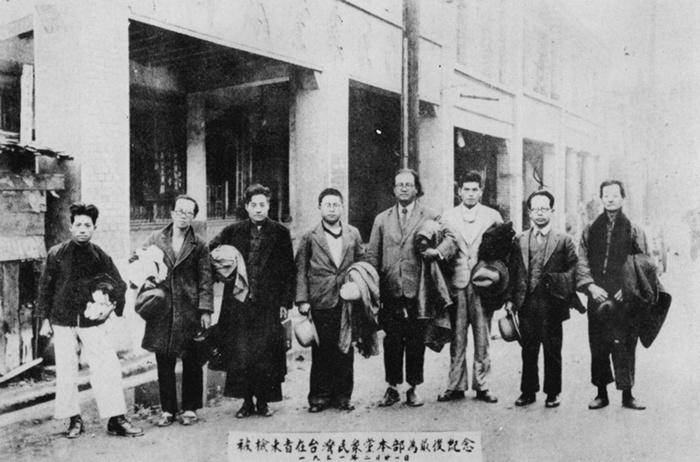
第2回臺灣議會設置請願運動主要推動團體：臺灣民眾黨黨員的合影，攝於1931年2月18日

臺灣文化協會（簡稱文協）在1921年成立，成員多為臺灣議會設置請願運動的領導，日人甚為忌憚，故林獻堂簽訂備忘錄，約定文協不能介入政治。不過成員仍以個人名義從事政治運動的籌組工作。治警事件中被提起上訴的18名臺灣議會期成同盟會成員均是文協幹部；文協演講的內容也和此運動的訴求有關，足見文協支持臺灣議會請願運動的事實。:32-49
1927年1月3日，臺灣文化協會由連溫卿等左派份子掌握，半數會員退會形成分裂。文協會員參與請願運動聯署的人數，從第9回的101人到第15回的5人有明顯的減少。7月10日，退出者在迭經爭論後成立臺灣民眾黨，繼續領導臺灣議會請願運動。新的臺灣文化協會則在第9回請願時提出反對聲明，斥其為臺灣解放的障礙:109-123:37-38。

#### 第9至第11回請願
第9回請願運動由臺灣民眾黨擔當，蔡培火和蔡式穀先後在2月和4月赴日。兩人會合後在4月23日到達東京，當天晚上臺灣青年會為他們舉辦歡迎會，出席的左傾學生卻在會場上表示反對，對贊成運動的講話加以辱罵干擾，使雙蔡悄然退席。而就在前一天，分裂後的新文協也發表聲明斥責該運動為解放臺灣的障礙。第10回，為因應左派反對，運動參與者在臺灣大肆宣傳，但在日本的活動則一切從簡，以避免不必要的糾紛。這兩次請願仍被日方以拖延的方式，形成「審議未了」的結局。第11回起，運動同志改變方略，方式力求簡化，並且決定在未受議會拒絕前，仍應繼續徵求簽名:109-123。

#### 本期運動時間表
| 次數 | 請願書 提出日期 | 連署人數        | 議會會期 | 介紹議員            | 委員會 上呈日期                                        | 備註                            |
| ---- | --------------- | --------------- | -------- | ------------------- | ------------------------------------------------------ | ------------------------------- |
| 8    | 1927年 1月20日  | 林獻堂等 2470人 | 第52次   | 渡邊暢              |                                                        | 未列入議程                      |
| 8    | 1927年 1月19日  | 林獻堂等 2470人 | 第52次   | 清瀨一郎 神田正雄   | 1月31日 2月21日 2月28日 3月7日 3月14日 3月18日 3月23日 | 兩介紹議員說明／審議未了        |
| 9    | 1928年 4月25日  | 林獻堂等 929人  | 第55次   | 渡邊暢              |                                                        | 未列入議程                      |
| 9    | 1928年 4月25日  | 林獻堂等 2050人 | 第55次   | 清瀨一郎 神田正雄   | 5月4日 5月6日                                          | 兩介紹議員說明／審議未了        |
| 10   | 1929年 2月16日  | 林獻堂等 1932人 | 第56次   | 渡邊暢              | 3月22日                                                | 不採擇                          |
| 10   | 1929年 2月16日  | 林獻堂等 1932人 | 第56次   | 神田正雄 土井椎太   | 3月4日 3月11日 3月20日                                 | 兩介紹議員說明／審議未了        |
| 11   | 1930年 5月2日   | 林獻堂等 1314人 | 第58次   | 渡邊暢              |                                                        |                                 |
| 11   | 1930年 4月28日  | 林獻堂等 1314人 | 第58次   | 田川大吉郎 清瀨一郎 | 4月28日 5月6日 5月12日                                 | 5月12日由武富參與官說明／不採擇 |

### 沒落期（1931年－1934年）

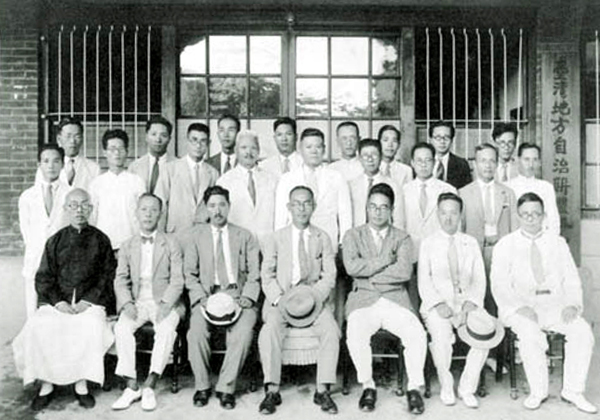
臺灣地方自治聯盟成員和日本友人的合影，攝於1937年前

臺灣民眾黨復因左傾和在「殖民地自治」形成兩派路線的爭執，林獻堂和蔡培火等右派人士於是在1930年8月另籌組臺灣地方自治聯盟。不過兩派仍舊支持此運動，因此第12回請願時，兩派在臺灣北、中、南部都出現各有一個請願書索取處的情況。在本回請願後，臺灣民眾黨於1931年2月18日被迫解散、同年8月蔣渭水病逝，請願運動在喪失支持團體，使得第13次請願大受打擊:123-142。
第14回請願開始，臺灣內外情勢丕變，自由主義和民族自決主義兩大運動基本理念，被新崛起的法西斯主義壓制，運動參與人員對前景益發悲觀。林獻堂等29人在1934年9月2日討論後，依陳逢源的提議發布了請願運動中止聲明書，本欲再向臺灣總督府提出的《臺灣統治意見書》則在當局警告下停止。次年4月1日，總督府公布臺灣地方自治制度改正案，開放一半議員為民選，臺灣地方自治聯盟內部出現主張解散的聲音；歷經林獻堂多次主張改組為政治結社未果後，1936年8月15日由楊肇嘉宣布解散:143-156。

#### 本期運動時間表
| 次數 | 請願書 提出日期 | 連署人數        | 議會會期            | 介紹議員            | 委員會 上呈日期                | 備註                           |
| ---- | --------------- | --------------- | ------------------- | ------------------- | ------------------------------ | ------------------------------ |
| 12   | 1931年 2月12日  | 蔡培火等 1381人 | 第59次              | 渡邊暢              | 3月9日 3月13日                 | 3月9日武富政府委員說明／不採擇 |
| 12   | 1931年 2月12日  | 蔡培火等 1381人 | 第59次              | 田川大吉郎 清瀨一郎 | 2月18日 2月25日 3月4日 3月24日 | 審議未了                       |
| 13   | 1932年 6月3日   | 林獻堂等 2684人 | 第62次              | 渡邊暢              | 6月7日                         | 堤政府委員說明／不採擇         |
| 13   | 1932年 6月3日   | 林獻堂等 2684人 | 第62次              | 清瀨一郎 清水留三郎 | 6月6日 6月10日                 | 6月6日堤政府委員說明／審議未了 |
| 14   | 1933年 1月31日  | 林獻堂等 1491人 | 第64次              | 渡邊暢              | 2月20日 3月6日                 | 不採擇                         |
| 14   | 1933年 2月6日   | 林獻堂等 1859人 | 第64次              | 清瀨一郎 清水留三郎 | 3月6日 3月7日 3月10日          | 清瀨介紹議員說明／不採擇       |
| 15   | 1934年 2月6日   | 林獻堂等 1170人 |                     | 渡邊暢              | 2月15日                        | 生駒管理局長說明／不採擇       |
| 15   | 1934年 2月6日   | 林獻堂等 1170人 | 清瀨一郎 清水留三郎 | 3月23日             | 不採擇                         |                                |

## 日本各界反應

### 基督教會和基督徒

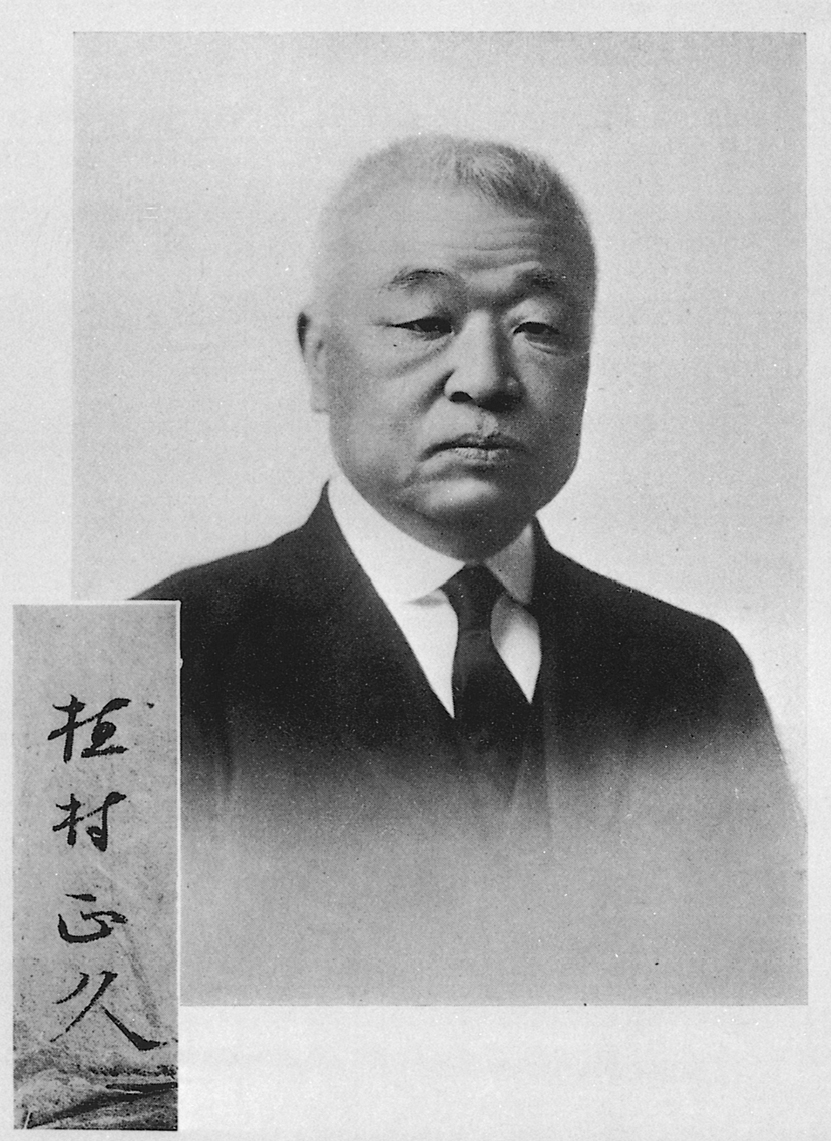
為臺灣議會設置請願運動提供政界人脈的植村正久牧師

日本基督教會對於臺灣議會設置請願運動提供了許多支援。1917年，請願運動中的主要人物蔡培火结识了植村正久牧師，並在1920年4月於植村主持的富士見町教會受洗。之後，蔡培火透過植村的關係認識諸多日本政界人士，這些人也成為了后来請願運動中的介紹議員。除了介紹議員之外，植村正久尚對臺灣人的政治運動提供了諸多的支援，包括出借富士見町教會作為政治演講會場、為臺灣言論機關奔走，以及派教會代表慰問治警事件中被捕人士，並協助延請辯護律師:94-99。
江原素六和田川大吉郎兩位議員是富士見町教會的教友，在第一次請願中分別擔任貴族院和眾議院的介紹議員，其中又以只要有議席就擔任介紹議員的田川大吉郎對此運動最為熱心:94-102。田川和臺灣頗有淵源，1883年14歲的田川曾進入長崎外國語學校學習中文，在甲午戰爭中擔任中文口譯；1895年撰寫的臺灣統治策曾獲《大阪朝日新聞》徵文比賽第三名；1896年接受臺灣第三任總督乃木希典之邀赴臺擔任《臺灣新報》主筆。他認同新的殖民政策，主張應使島民自治、同化於19世紀的日本文明。因此，他以臺灣也應實施立憲主義精神的理由，支持臺灣議會設置請願運動。林呈祿在起草請願書時，很可能就接受過他的指點:113-116。
無教會主義的虔誠基督徒、東京帝國大學教授矢內原忠雄則是來自日本學術界的聲援者。他基於路加福音第四章中，耶穌初次傳道所讀的以賽亞書的精神，對殖民問題希望能實現「被虐待者得解放、沒落者的上升、自由獨立者和平的結合」之理念。在1926年4月親自抵臺考察政經社會實況後，1928年起陸續發表論文，1929年出版《帝國主義下之臺灣》分析日本帝國主義對臺人的壓迫，甚至為蔡培火的《與日本本國民書》作序。以他的專業，表達對此一運動的認同:104-105。
基督教本身由於教義和日本國體論有所不同，加之其普世主义和博愛主義也使信徒對殖民地人民較少歧視心態。再加上西方傳入的基督教在日本代表了一些現代性，與臺灣知識分子反抗運動中的「文化啟蒙」目的相同，早期的日本基督徒也較傾向自由主義、國民主義。種種因素結合下，使臺灣人的政治反抗運動得以在日本基督教中找到盟友:105-109。

### 共產黨
時任日本共產黨領袖佐野學曾於1923年3月在東京青年會出版的《臺灣》4卷3期發表協助臺灣議會的設置一文:50.61，指出這是臺灣人民走向自決的第一步，呼籲支持本運動。但1927年，日共認為這個運動傾向獨立，故加以反對。佐野學本人的立場也在1933年被捕時大轉變，譴責共產主義運動，並認為殖民地獨立和民族自決等資產階級（「布爾喬亞」）觀點已過時，臺灣應受日本統治，以享有相等的經濟利益和相等的權利。:61

### 殖民政策學者
日俄戰爭後，日本的殖民政策學在學術圈中成立，至山本美越乃集大成。在第一次世界大戰後，以山本為首，包括泉哲，以及稍後的矢內原忠雄和細川嘉六等學者，出現批判日本殖民政策的潮流，且益發強烈。這些學者的論述，是被統治民族在殖民地統治的框架內，以合法的辯證內藏含有民族意識的政治要求。包括田川大吉郎等自由主義議員擔任請願介紹的行動，都可以由這些學者提供理論上的根據:92-93。
山本美越乃於1914年起在京都大學擔任殖民政策的講座，在朝鮮發生三一運動後，山本在1920年出版的教科書《殖民政策研究》裡主張統治方針由同化主義轉向自治主義。基於此一觀點，他在臺灣議會設置請願運動發起第1回請願後即表態支持。不過，山本反對「極端的自治主義」，他認為給予殖民地自治的權能就「如同為將來獨立做準備」，「與殖民地領有的目的不相容」，所以需要適當地限制:93-96。
在第2回請願運動中，宣傳用的臺灣議會設置請願理由即引用了山本的主張，除援用法國殖民失敗的例子做為印證外，也說明何以不透過《眾議院選舉法》的施行要求中央參政；1921年5月第44回議會終了時，朝鮮閔元植提出「在朝鮮施行眾議院選舉法」、臺灣則有議會設置請願運動，山本在評論這兩項運動時，認為臺灣議會的設置時期尚早，但理論上較佳。他在1922年首次赴臺觀察後，對臺灣人知識階層的評價提高，因此1925年的論文便拿掉「時期尚早」等保留字眼，直接表態支持臺灣議會:99-101。
泉哲任教於明治大學和京城帝國大學，作為一名殖民政策學者，他同時也對國際法有所研究，是以對殖民政策的分析，相對於其他殖民政策學者頗有獨到之處。他長期在私立的明治大學講學，使其相較於官學研究體制的學者，更具有廣泛的視野和民主主義內涵:69。他對殖民地統治方針的主張，是基於人道主義、民主主義和人種民族平等主義構成，不止主張殖民地自治，更提倡聯邦制理論作為殖民地未來的願景，甚至在最終理論上主張殖民地放棄論:117-119。
林呈祿、鄭松筠、蔡式穀、葉清耀和彭華英等活躍於臺灣政治運動的核心分子，都是於泉哲任教的明治大學法科畢業，因此他跟臺灣留學生有密切的交流。泉哲是《臺灣青年》和《臺灣》等刊物上發表文章最頻繁的日本人；在請願運動開始後，泉哲不僅公開地表示支持，時常受邀出席記者招待會，並鼓勵運動者以穩健的方式進行活動，他也長期發表文章，為運動提供學術理論支援，《臺灣議會設置請願理由書》中所主張「於統治上便利之場合則模仿本國制度，不利之場合則採用特別制度，為臨機應變的本國本位主義，」即可見到泉哲理論的影響:119-120。

### 內地延長主義者
1919年朝鮮的三一運動使得日本的殖民政策遭受空前的質疑，當時田健治郎正好出任臺灣總督，改採漸進式的內地延長主義，以「日臺融合」和一視同仁為方針:171。在大正民主志士的知識份子中，對殖民地政策的問題思考，大多數均和日本政府的改革方向一致，並主張政治待遇的改革要激進，其中代表人物包括中野正剛和植原悅二郎:79。
中野正剛畢業於早稻田大学，曾任東京《朝日新聞》記者、東方持論社主筆，1920年5月起連任8屆的眾議員。他站在「激進的內地延長主義」和「民本主義式的帝國主義者」的立場，對民族歧視的情況嚴厲批評，並主張應廢除《法三號》，對臺灣採同情的態度:172。他在1919年8月組織改造同盟，包括植原悅二郎、對臺灣議會設置請願運動情示同情的永井柳太郎和介紹議員神田正雄都是其中成員。植原悅二郎認為應撤廢殖民地的特別統治制度，由帝國議會直接管這些「新領土」。所以他在治警事件發生時，對臺灣議會設置請願運動遭鎮壓一事表示抗議，但在第49次會議，運動要求他支持時卻遭到了拒絕:82-86。
另外，主持大日本平和協會的阪谷芳郎也是內地延長主義的支持者。他擔心臺灣會和朝鮮一樣要求獨立，因此表示在承認日本統治主權的前提下，任何改革方案他都會鼎力相助。他不同意另設臺灣議會，而是主張讓臺灣人獲參政權，選出代表參加帝國議會:152-154。

## 影響

### 法治觀念的建立
台湾律师黃靜嘉认为，1920年代初期日本的法典已是繼受西方法治觀念而制定的，而臺灣在日本統治下，法律經1920年代初期的改革，也伴隨著日本內地法的施行而引進了更多的西方民主式法律。
台湾学者葉永文认为，這種法律雖然被日本化、殖民地化，基本上仍是建基於西方民主精神的法治架構中，臺灣人民在法治觀念的養成過程中也已漸形浸染於民主素質。臺灣的殖民當局在統治過程中也充分體認和遵守「依法行政」的治理模式:59。余重信也指出，如1923年的治警事件中，地方法院法官即宣判臺灣政治異議分子無罪，已見司法獨立:127。
1927年的臺灣民眾黨也是在法治保障下成立。葉永文就此论曰，在西方法治觀念的形塑下，不但知識份子對臺灣施行法治政治意念的高漲，一般人民的法治觀念也在知識階層的助播散種下，形成日常生活中的一種習性:59-60。

### 憲政精神的追求
1912年的日本在大正天皇即位後展開護憲運動，天皇不再擁有絕對專制的地位，開始了以憲法成為最高規範位階的大正民主時代。日本雖成為立憲國家，但殖民總督在臺灣的權力違反憲政常軌，臺灣議會設置請願運動便根據日本欽定憲法所賦予臣民的請願權而來發動:60。歷年推動議會設置的請願書中都明白指出治臺必須參考世界民主潮流和知曉臺灣民心趨向，所以依據殖民母國的「立憲政治」來對臺灣施行憲政的推展和改造成了最重要也最為迫切的首要任務。:60-62
台湾学者葉永文指出，這種訴求反映出臺灣人民對總督專制的不滿、對憲法有漸次認知和對憲政體制的民主有所欲求，包括行政、立法和司法的三權分立，以及各類自由權的保障等西方憲政體制的架構，還有議會政治和普選等民主的相關模式，皆由臺灣知識份子吸取並轉移到島內。葉永文评判道，這種對憲政體制的期盼就算歷經1930年代後的戰時體制和皇民化運動的改造都無法磨滅，所以當戰後陳儀治臺時發布「訓政」宣告，使臺灣人民對「祖國」想像的寄望落空時，便埋下了日後全臺流血衝突的因子。:60-62

### 地方自治的誕生
台湾学者陈翠莲认为，由於臺灣議會設置請願運動獲得不少日本議員和學者的支持發聲，撥弄了殖民者內部的矛盾。為了牽制請願運動和來自日本帝國議會的壓力，臺灣總督府在1921年6月開始將總督府評議會的重要施政部分，形式上諮詢臺人的意見。1926年，時任日本首相的若槻禮次郎在眾議院表示「臺灣不久應該漸漸要達到自治的狀態」，在統治權力構圖上一度軟化:157。
1935年，在後起的臺灣地方自治聯盟持續努力下，3月3日日本眾議院通過實施「臺灣地方自治」的經費預算案；日本政府也隨即公佈州、市和街庄制改正案，並於11月22日實施「臺灣地方自治改正案」，半數的州、市、街、庄議員改由民選產生，每4年改選一次，並在1935年舉行第一次市街庄協議會選舉，成為臺灣歷史上第一次選舉:4。台湾学者陈翠莲认为，雖然這樣的地方自治僅有半套，仍是運動推動之功:158。

## 批評
日本学者若林正丈指出，在帝國議會中，無論是當時的執政黨立憲政友會還是最大反對黨憲政黨，實際上都是採取內地延長主義。在請願運動的初期，兩黨議員們毫不掩飾對殖民地要求自治的立場。介紹議員為緩和請願委員會的氣氛，往往讓請願宗旨朝內地延長主義進行妥協，暴露出「臺灣議會」要求有其內在弱點:135-141。
台湾学者陳翠蓮认为，由於法律和制度都掌握在殖民者手中，運動者謀求以合法合憲的方式進行體制內抗爭，並不能顛覆殖民統治權力關係，也無法掌握改革的主導權。所以情勢和緩時，還可以要求臺灣議會、殖民地自治，但在法西斯主義抬頭時，就只能擁有打對折的地方自治選舉。同時，運動參與者挪用殖民者論述的策略，畫地自限地將臺灣人的自我圖像比擬為落後的、有待教化的民族；冀求喚起殖民者良知、主動釋放權力，對臺灣人平等以待的做法，等於一味仰人解放，自然難以脫離被殖民的境遇，得到平等對待:163-165。